# Typhloiulus bosniensis
Typhloiulus bosniensis är en mångfotingart som beskrevs av Pius Strasser 1966. Typhloiulus bosniensis ingår i släktet Typhloiulus och familjen kejsardubbelfotingar. Inga underarter finns listade i Catalogue of Life.